# Bundesstrasse 96
Bundesstrasse 96 är en 520 kilometer lång förbundsväg i östra Tyskland. Vägen börjar i Zittau och går igenom förbundsländerna Sachsen, Brandenburg, Berlin och Mecklenburg-Vorpommern till Sassnitz på ön Rügen.
I Berlin löper vägen in i staden över de södra infartsgatorna Mariendorfer Damm, Tempelhofer Damm och Mehringdamm, där den bland annat passerar den nedlagda Tempelhofflygplatsen. Genom centrala Berlin går vägen i tunnel under floden Spree och parken Tiergarten och går från Moabit norrut genom Wedding, Reinickendorf och Wittenau mot norra stadsgränsen vid Frohnau.
I Stralsund korsar vägen Strelasund över Rügenbron, mellan det europeiska fastlandet och Rügen.